# Дракус (списание)
„Дракус“ е периодично списание за фантастика, фентъзи, криминални разкази, разкази на ужаса, мистерии и приключения. За пръв път излиза на 3 юли 2012 година.  Издава се четири пъти в годината. Издател е Явор Цанев - ИК „Гаяна“. Списанието е ориентирано към български автори. Има специална рубрика за млади таланти под 18 години, както и български преводи на чуждестранни автори - класици. Списанието предлага интересни четива, конкурси, награди и изненади. Дракус има много интересен, необичаен и запомнящ се за българския пазар формат, превърнал се в негова запазена марка. Списанието организира периодични конкурси с поощрителни награди за отличените автори. В края на 2014 година започва да излиза книжна колекция на името на списанието, представяща български автори на фантастика, фентъзи, хорър – Колекция Дракус. През 2020 година сменя формата си и започва да излиза два пъти годишно.

## Конкурси
2012
Конкурс „Какво означава Дракус?“
- Бранимир Събев – „Дракус“

Конкурс за фантастичен разказ до 4000 думи:
- Мариян Петров – „Имал ли е Моцарт приятел астроном“
- Сибин Майналовски – „Телефонът на краля“
- Симеон Христов – „Жажда“

2013
Конкурс за криминален разказ до 4000 думи:
- Андрея Илиев – „Кръчмарят винаги идва“
- Симеон Христов – „Търсачът на другата истина“
- Весислава Савова – „Оловните войници“

Конкурс за хорър разказ до 4000 думи:
- Димитър Цолов – „Паякът и осата“
- Сибин Майналовски – „Някой друг да не ми харесва котето“
- Александър Белтов – „С вкус на гарванови сълзи“

2014
Конкурс за фентъзи разказ до 4000 думи:
- Иван Костадинов – „Инстинкти“
- Бранимир Събев – „Наемник“
- Флориан Пекаж – „Цената на магията“

2014
Конкурс „Вдъхновени от краля“ за разказ до 6666 думи, вдъхновен от Стивън Кинг
Отличените разкази са издадени в сборника „Вдъхновени от Краля“.
Съдържание: ЗЕМЯТА ПОД ХЪЛМА – Александър Драганов; ЗАВРЪЩАНЕ – Александър Макелов; КОНТАКТ – Андрей Велков; 5:СТРАХ – Борислав Белдев; ДНЕВНИКЪТ НА ЕДИН ЛУД – Валентин Попов; КУКЛЕН ТЕАТЪР - Виктор Тодоров; ДАЛЕЧНИТЕ ТЪМНИ ПОЛЕТА - Владимир Ангелов; ПЪТЯТ НА УИЛ - Георги Връбчев; МОМИЧЕТО НА ТАТКО - Георги Христов; ОРГАНИЧНО БЪДЕЩЕ: МОЛЕКУЛЯРЕН КОЛИЗЕУМ - Грандайзерн; ПИШЕЩАТА МАШИНА - Дамян Д. Рейнов; НЕИЗБЕЖНО - Диана Петрова; В КОЛАТА - Димитър Димитров; АНТИКВАРЯТ - Димитър Цолов; НЕЩОТО В НАС - Ивайло Иванов; ОПАШКАТА НА ДЯВОЛА - Иван Атанасов; 2013 – Коста Сивов; УБИЕЦ НА ДРАКОНИ – Мария Вергова; ВКУС(НА) ЛЮБОВ – Марти Дж. Марти; КРИСТИН – Нели Цветкова; ТОЧНАТА БРОЙКА – Николай Николов; ЩЕ ЛАКИРАМ НОКТИТЕ СИ С КРЪВТА ВИ – Симеон Трифонов; ПОСЛЕДНИЯТ ЛОВ НА ЗИМБРУ – Слави Ганев; ДЖАСПЪР, АЛАБАМА: ТЪРСИ СЕ ПОМОЩ – Страхил Събев; ЖИВОТЪТ В КЪЩАТА – Septembria. БОНУС: ЧАЙЛД РОЛАНД КУЛАТА ДОСТИГНА – Робърт Браунинг (превод Адриан Лазаровски); АПРИЛСКА ЖЪТВА – Бранимир Събев; МЕЧЕТО – Сибин Майналовски; ENDLESS MISERY – Явор Цанев

2015
Конкурс „451 градуса по Бредбъри“ за разказ до 4510 думи, вдъхновен от Рей Бредбъри
Отличените разкази са издадени в сборник „451 градуса по Бредбъри“
Съдържание:Александър Александров Макелов – Август 2049 HIC SUNT DRACONES; Александър Макелов – 1290 ПО ФАРЕНХАЙТ; Анна Гюрова – ПИСМО ДО ЪРНЕСТ; Антон Меляков – НЕЖЕЛАНО БЯГСТВО; Аспарух Илиев – МУХАТА; Благовеста Кирова – ПОСЛЕДНО ЛЯТО; Бранимир Събев – СУРАТ ПАЗАР; Валентин Попов – КОГАТО СЕ СЪБУДИ В ДЕНЯ НА СМЪРТТА СИ; Владимир Ангелов – ПРИНЦЪТ НА МЪРТВИТЕ; Дамян Д. Рейнов – КЛАДЕНЕЦЪТ; Димитър Аврамов – ЕЛИКСИР; Димитър Цолов – СЛАДКО ОТ СПОМЕНИ; Донко Найденов – ЗАБРАНЕНАТА КЪЩА; Елена Павлова – СТАРЧЕТО ОТ ПЪРВИЯ ЕТАЖ; Ивайло Иванов – ДЪЛГОТО ЛЯТО НА ТОНИ; Иван Атанасов – ЕСЕННИТЕ ХОРА; Иван Костадинов – РОДНИНСКА СРЕЩА; Ивана Вълкович и Самуил Лянов – МИГЪТ, В КОЙТО СМЕ ЗАЕДНО; Мариана Вакка – ПАТРИЦИЯ; Мария Вергова – ПЕСЕНТА НА РУСАЛКИТЕ; Марта Радева – ПЛЕСНИЦАТА; Павел Христов – ЕНЕРГИЙНА НАДПРЕВАРА; Преслава Кирова – НА ДИВАНА; Стефан Георгиев – ГЛАВАТА НА ПИЛОТА; Стефан Д. Стефанов – НАЙ-КРАСИВАТА; Стефан Кръстев – ОТ ГРЕХА РОДЕНИ; Тео Буковски – КЛАДЕНЕЦЪТ, ДЪГАТА, АПЕНДИЦИТЪТ, ВЪОБРАЖЕНИЕТО, ШАПКАТА И ВСИЧКИТЕ 451 НЕЩА ОТ ЖИВОТА; Яна Калчева – ЕМОТОНА; БОНУС: ЯворЦанев – КРАЙ ДЪРВОТО НА ВСИ СВЕТИИ

2016
Конкурс „ПО крилете на гарвана“ за разказ до 4040 думи, вдъхновен от Едгар Алън По
Отличените разкази са издадени в сборник „ПО крилете на гарвана“
Съдържание: БЛЮДО ЗА ГАРВАНИ, ОБЯД ЗА ЧЕРВЕИ А.В.Торът; ЛЮБОПИТСТВОТО НА КЛАРЪНС Александър Цонков-LOSTOV; ИЗПОВЕДТА НА ЕДИН УРОД Анна Гюрова; ДОМЪТ НА ПРОКЪЛНАТИТЕ Аспарух Илиев; КАМЕННА ГРАДИНА Бранимир Събев; ОГНЕНАТА БЕЗДНА Валентин Попов-Вотан; МЯСТОТО Денис Метев; ГРАДИНАРЯТ Елена Павлова; СПУСКАНЕ В ЛУНГХОУ Иван Величков; ТУНЕЛЪТ Коста Сивов; EЗЕРОТО Красимира Стоева; ПИСМОТО ДО ДЪГЛАС ОТ НЕГОВАТА ЛЮБИМА АГНЕС Милен Димитров; В ИМЕТО НА ИЗКУСТВОТО Милен Колев; БЕЗСМЪРТИЕТО НА ПОЛКОВНИК СЪМЪРСЕТ Мирослав Петров; NEVERMORE Нели Цветкова; ОТМЪЩЕНИЕТО НА ГАРВАНА Сибин Майналовски; МОРЕ НА МРАКА Симеон Трифонов; ПОСЛЕДНА ПРЕГРЪДКА Слави Ганев; АДСКАТА ГРАДИНА Стефан Георгиев; НОЩ СРЕД НАДГРОБНИТЕ ПАМЕТНИЦИ Стефан Стефанов; ПО СЯНКАТА ОТВЪД Тео Буковски; БОНУС: БЗЗЗЗ Иван Атанасов; ОВАЛНИЯТ МЕДАЛЬОН Явор Цанев

2017
Конкурс „Зовът на Лъвкрафт“ за разказ, вдъхновен от Хауърд Филипс Лъвкрафт
2019
Конкурс „Докоснат от Шекли“ за разказ, вдъхновен от Робърт Шекли
2021
Конкурс „Гости на Дракула“ за разказ, вдъхновен от Брам Стокър и романа "Дракула".